# Pelodosotis
Pelodosotis is een geslacht van uitgestorven lepospondyle 'amfibieën' (basale Tetrapoda).
De typesoort Pelodosotis elongatum werd in 1978 benoemd door Robert L. Carroll en Pamela Gaskill. Er werd geen etymologie van de geslachtsnaam gegeven maar de beschrijving vermeldt de zeer moeizame preparatie van de complexe oorzone uit keihard moddergesteente (pèlos is 'modder' in het Oudgrieks). Een andere verklaring zou kunnen zijn dat de naam een anagram is van het geslacht Ostodolepis waaraan het enige bekende fossiel ooit is toegewezen. De soortaanduiding betekent 'de langgerekte' in het Latijn.
Het holotype is UM 11,156, een skelet met schedel gevonden bij de Coffee Creek in Texas in een laag van de Arroyoformatie die dateert uit het Vroeg-Perm, het Kungurien.
De zeven centimeter lange kop is spits met een naar boven en voren uitstekende puntige snuit. De achterzijde van de schedel toont vele vergroeiingen. Het geheel vormde een versterkt geheel dat vermoedelijk diende om in modder te graven. Daarop duidt ook het lange lichaam, met vijfenveertig wervels van de nek en rug het meest langwerpige dat in 1978 van een microsauriër bekend was. Het lichaam moet veel langer geweest zijn dan de kop, in totaal ongeveer een kleine meter. De voorste tanden staan schuin naar achter, de meer achterste recht naar beneden. De achterpoten zijn relatief robuust.